# Villaverde de Guadalimar
Villaverde de Guadalimar és un municipi situat al sud-oest de la província d'Albacete. Inclou les pedanies d'El Bellotar, Campillo, Carrascosa i Venta de Mendoza. Part del seu terme s'integra al Parc Natural de los Calares del Río Mundo i de la Sima.

## Població
| 1900  | 1910  | 1920  | 1930  | 1940  | 1950  | 1960  | 1970  | 1975 | 1981 | 1986 | 1991 | 1996 | 2001 | 2006 | 2018 |
| ----- | ----- | ----- | ----- | ----- | ----- | ----- | ----- | ---- | ---- | ---- | ---- | ---- | ---- | ---- | ---- |
| 1.090 | 1.021 | 1.164 | 1.397 | 1.728 | 1.653 | 1.524 | 1.171 | 973  | 809  | 747  | 667  | 570  | 506  | 445  | 340  |